# Cilléne Fota
Cilléne Fota (mort en 726) est un ecclésiastique irlandais qui fut abbé d'Iona de 724 à 726.

## Biographie
Cilléné Fota ou Foto dont l'origine est inconnue ce qui est inhabituel pour un abbé d'Iona, mais dont l'épithète signifie « Grand » succède à Fáelchú mac Dorbbéni comme 13e abbé de l'abbaye d'Iona bien que Fáelchú qui meurt à 82 ans en 724 se soit vu imposé un certain Fedlimlid comme coadjuteur pendant les deux dernières années de son abbatiat. Toutefois les Annales d'Ulster spécifient bien que c'est Cilléné qui est son successeur comme principatus d'Iona à sa mort . Le jour de sa fête demeure incertain

## Article lié
- Abbaye d'Iona